# Cerkiew prawosławna

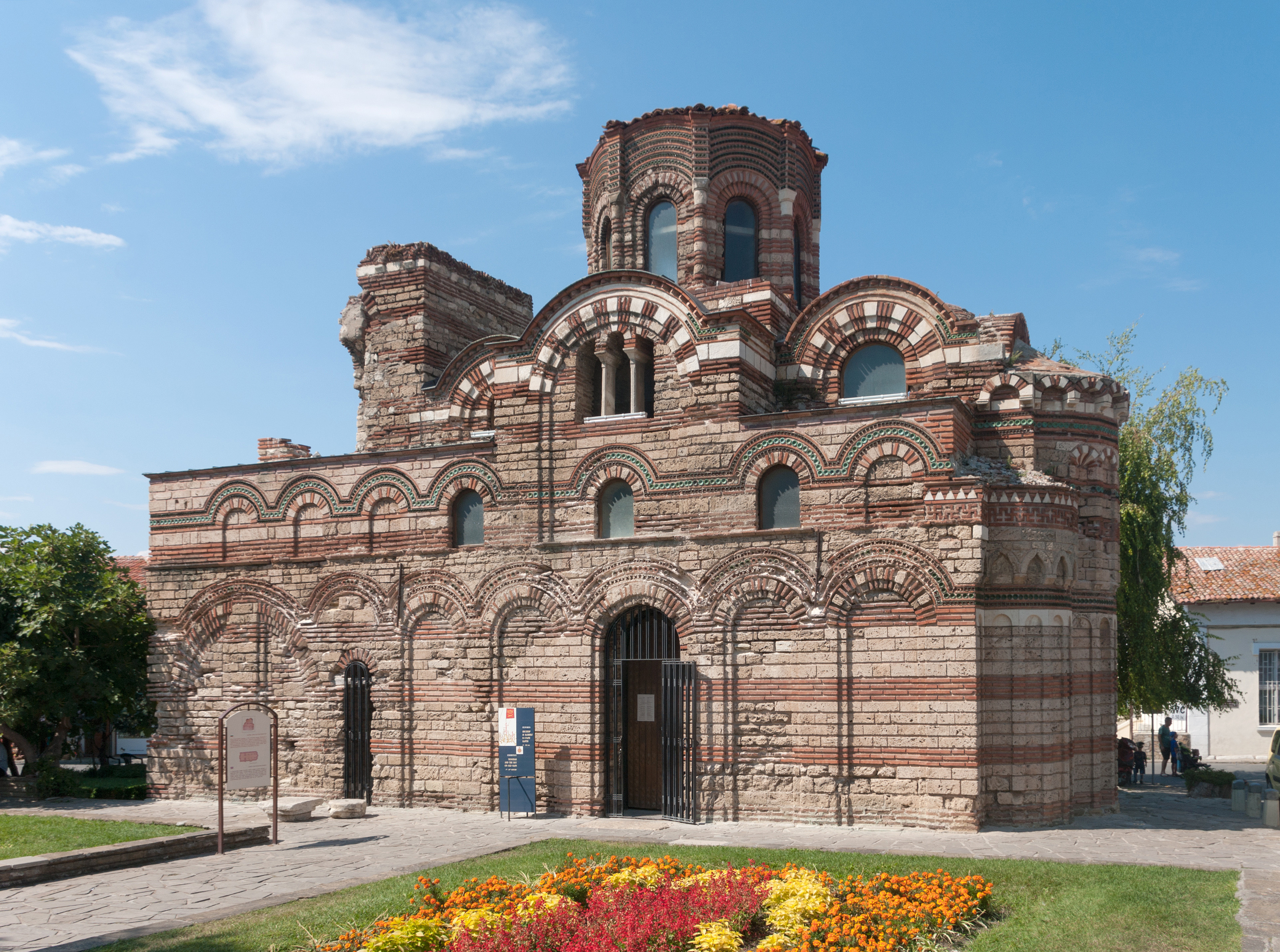
Cerkiew Chrystusa Pantokratora w Nesebyrze (Bułgaria) z XIV w.

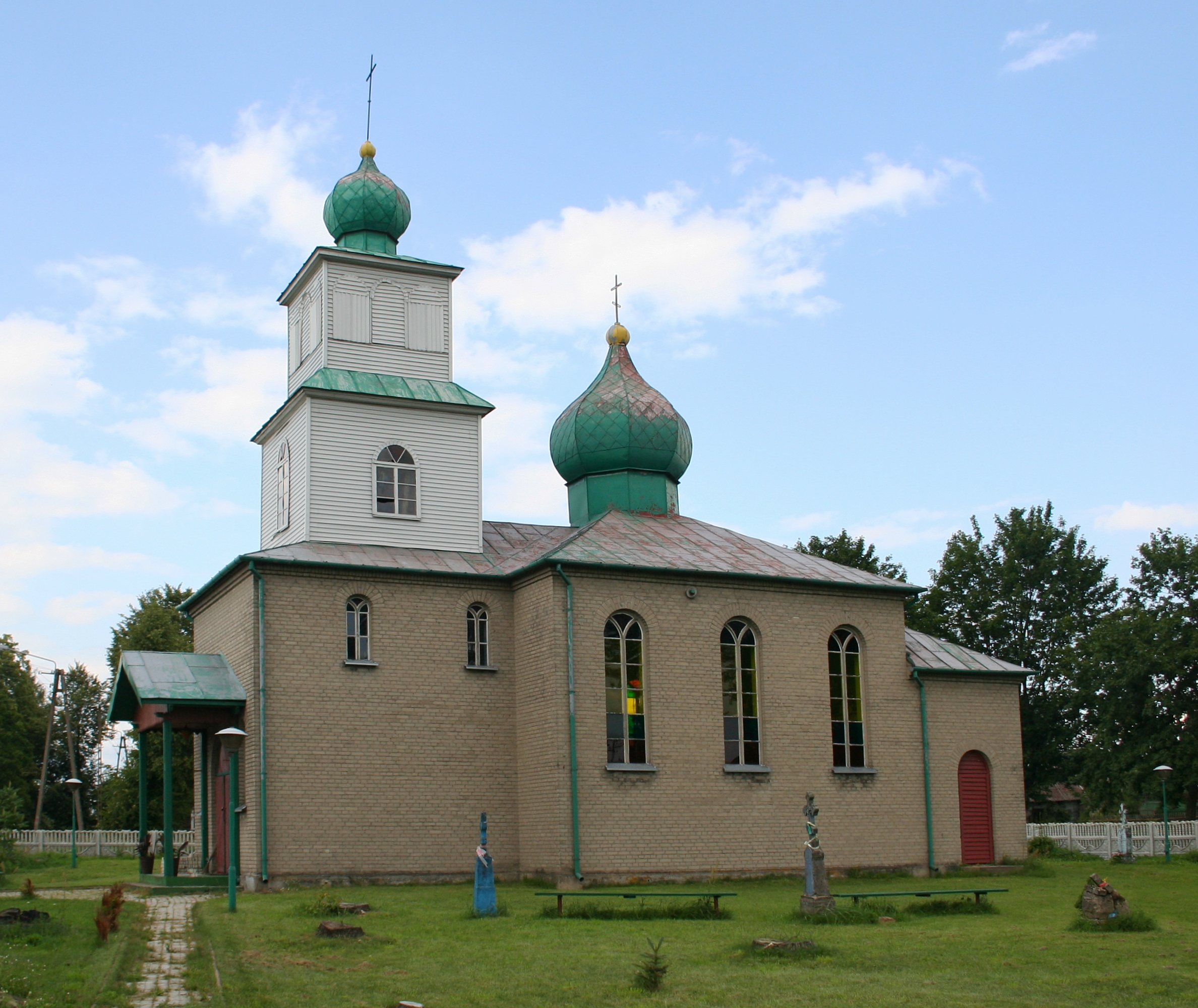
Cerkiew Przemienienia Pańskiego w Sasinach

Kościół prawosławny, Cerkiew prawosławna– trzecia co do wielkości chrześcijańska wspólnota wyznaniowa, zrzeszająca ponad 200 milionów chrześcijan, głosząca zasady wiary i życia oraz tradycję kościelną określaną mianem prawosławia. Według doktryny prawosławnej, najważniejszym i ostatecznym celem życia chrześcijańskiego jest osiągnięcie przez wierzących współudziału w naturze boskiej i pozyskiwanie Łaski Ducha Świętego. Dogmat ten zwany jest przebóstwieniem.
W teologii prawosławnej Cerkiew to Jeden, Święty, Powszechny i Apostolski Kościół założony przez Jezusa Chrystusa i jego Świętych Apostołów ponad 2 tysiące lat temu. Składa się ona z licznych Cerkwi lokalnych nazywanych autokefaliami, które pozostają ze sobą w jedności dogmatycznej. Każdą lokalną Cerkwią autokefaliczną rządzi Święty Sobór Biskupów pod przewodnictwem patriarchy, metropolity lub arcybiskupa. Pierwsze honorowe miejsce wśród przywódców Cerkwi lokalnych zajmuje patriarcha Konstantynopola, ze względu na dawną pozycję Konstantynopola jako stolicy Cesarstwa oraz Pentarchię, czyli koncepcję kierowania Kościoła przez Pięciu Patriarchów wywodzącej się z pierwszych wieków chrześcijaństwa.

## Nazwa
Cerkiew prawosławna nazywana jest również Kościołem ortodoksyjnym. Słowo ortodoksja wywodzi się z języka greckiego i oznacza autentyczną wiarę i właściwe oddawanie czci (orthos – prawy, właściwy, autentyczny; doxa – sławienie, wiara, chwała).
Rozróżnienie między „Cerkwią” a „Kościołem” jest tradycyjne i specyficzne dla narodów Rzeczypospolitej. Do XVI w. zarówno organizacje wyznaniowe, jak i świątynie chrześcijańskie w języku staropolskim można było wymiennie określać obydwoma pojęciami. Ścisłe rozgraniczenie nastąpiło dopiero w końcu XVI w. i definitywnie w wieku XVII, w toku polemik prawosławno-katolickich wokół unii brzeskiej. We współczesnej polszczyźnie nazwa „Cerkiew” jest używana wyłącznie w odniesieniu do Kościołów prawosławnych i unickich wywodzących się z prawosławia, zaś wszelkie pozostałe wyznania określa się jako „Kościoły”. Słowniki polsko-greckie sugerują jednak, by w odniesieniu do prawosławnych obiektów sakralnych w Grecji stosować pojęcie kościół. Istnieją także definicje kościoła jako każdego chrześcijańskiego miejsca modlitwy, niezależnie od wyznania.

## Historia Cerkwi prawosławnej

### Powstanie
Zgodnie z tradycją początki Kościoła sięgają I wieku i działalności Jezusa Chrystusa, żydowskiego nauczyciela religijnego uważanego przez wyznawców za mesjasza i Syna Boga. Po śmierci i zmartwychwstaniu Jezusa w 33 r. n.e. jego naukę głosiło dwunastu najbliższych uczniów, zwanych apostołami, wokół których gromadziła się coraz liczniejsza grupa wiernych, początkowo prawie wyłącznie narodowości żydowskiej. Ten pierwotny Kościół, który traktowany był jako stronnictwo religijno-polityczne, nie był jednolity i składał się z wielu grup (Kościołów lokalnych), tzw. gmin chrześcijańskich. Na czele pierwszej z nich, założonej w Jerozolimie ok. 33 r. n.e., stał początkowo Piotr Apostoł, a następnie Jakub Sprawiedliwy. Ważną rolę odgrywali także synowie Zebedeusza, Jakub Większy Apostoł i Jan Ewangelista.

### Działalność świętego Pawła Apostoła
Około 36 r. n.e., po nawróceniu w drodze do Damaszku, do grona apostołów dołączył Paweł z Tarsu, który przyczynił się do gwałtownego rozwoju chrześcijaństwa. Początkowo, w latach 37–38 działał on w Jerozolimie, następnie w Syrii i Cylicji. Podczas swoich podróży w latach 44–64 lub 67 założył wiele gmin chrześcijańskich, między innymi w Azji Mniejszej, Grecji, na Cyprze czy w Macedonii (Filipii). Paweł nawracał także ludzi niemających korzeni żydowskich (tzw. poganochrześcijan), co wywołało pierwsze spory z tzw. Judeochrześcijanami rozstrzygnięte na soborze Jerozolimskim ok. 50 r. Geza Vermes, autor książki Jezus Żyd uważa, że gdyby nie geniusz organizacyjny Pawła, chrześcijaństwo nigdy nie rozwinęłoby się na tak masową skalę.

### Rozwój w Cesarstwie Rzymskim
W kolejnych latach przybywało chrześcijan na terenie całego Cesarstwa rzymskiego, zwłaszcza wśród najniższych warstw społecznych. Kościół wciąż był podzielony na wiele gmin. Do największych z nich w I–II w. należały: gmina w Jerozolimie, Damaszku, Antiochii, Filipii, Efezie, Koryncie, Tesalonice i Rzymie. Dominującą rolę wśród nich odgrywała gmina chrześcijańska w Rzymie, określana mianem pierwszej pośród równych, co miało związek ze znaczeniem politycznym Rzymu i liczebnością tamtejszej gminy oraz faktem, że gmina ta miała być według tradycji założona przez apostołów Piotra i Pawła.
Zebrania gmin, otaczane aurą tajemniczości, budziły podejrzliwość, a nawet wrogość wśród ludzi innych wyznań. Na tym tle dochodziło do wystąpień antychrześcijańskich i prześladowań chrześcijan. Okres ten został opisany w sposób sfabularyzowany przez Henryka Sienkiewicza w powieści Quo vadis. Polski pisarz wzorował się w swoim opisie na relacji Tacyta z dzieła Annales (XV, 44) z 64 r. Mimo prześladowań gminy rozwijały się zgodnie ze starożytną sentencją mówiącą, że krew męczenników jest nasieniem nowych chrześcijan.

### W stronę Kościoła powszechnego

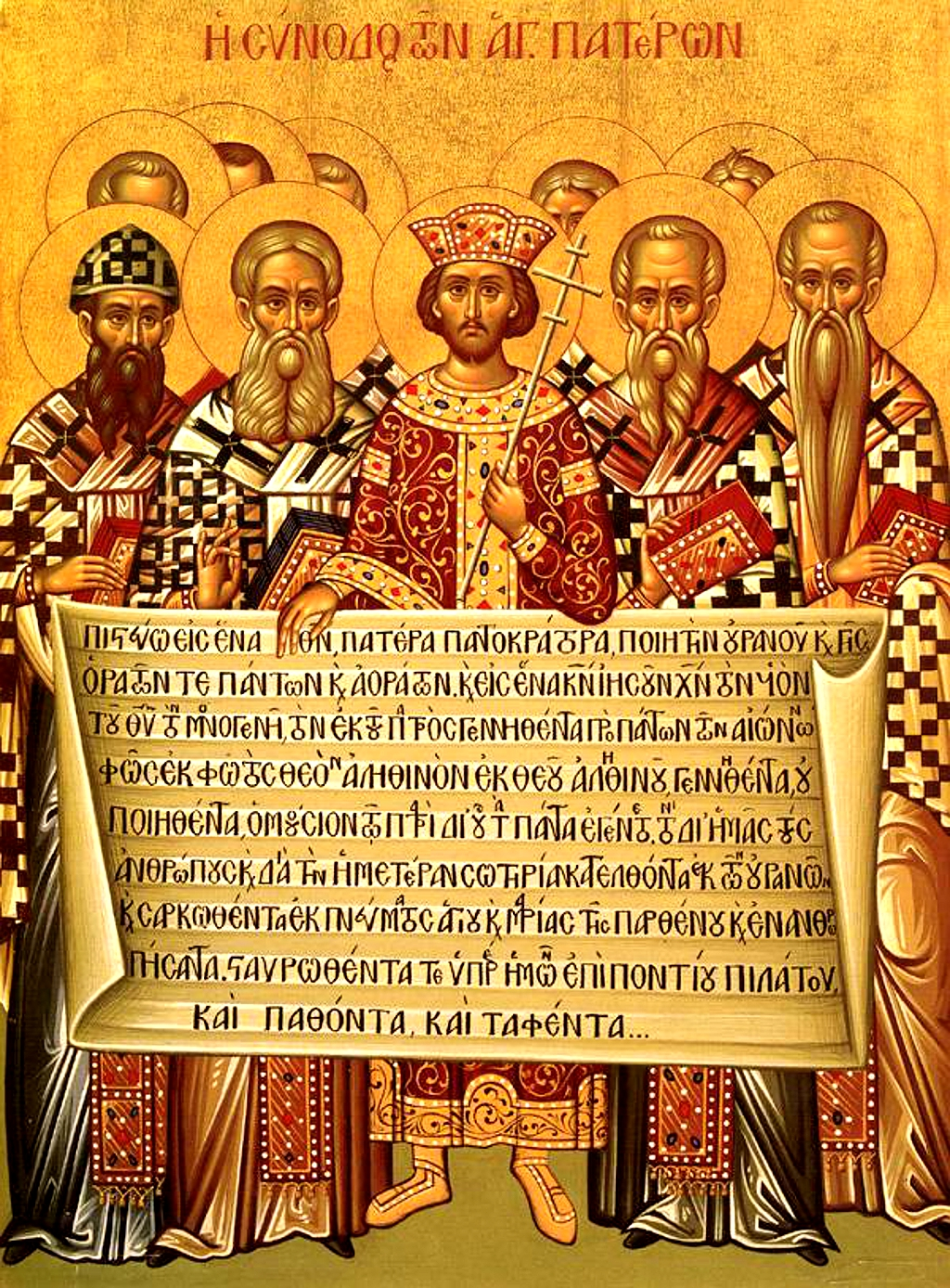
Ikona przedstawiająca Ojców Kościoła podczas Soboru w Nicei (325) trzymających Nicejsko-konstantynopolitańskie wyznanie wiary (381)

Liczne dokumenty z tamtego okresu potwierdzają, że pomiędzy gminami istniała pewna wspólnota, utrzymywana przez spotkania osobiste i korespondencję. W listach ówczesnych biskupów, m.in. Klemensa Rzymskiego, Polikarpa ze Smyrny i Ignacego z Antiochii pojawiają się pierwsze nawoływania do utrzymania jedności w wierze. W liście tego ostatniego do Kościoła w Smyrnie po raz pierwszy znalazło się określenie Kościół katolicki. Słowo katolicki pochodzi od greckiego określenia καθολικος oznaczającego uniwersalny lub powszechny. Określenie to pojawiało się również w późniejszych tekstach Ireneusza, biskupa Lyonu. Mniej więcej od II wieku n.e. mówi się już zawsze o jednym Kościele powszechnym, który składa się z wielu gmin. Wielki wpływ na utrzymanie wspólnoty miały zebrania kierowników gmin, podczas których załatwiano sprawy bieżące, zwłaszcza rozwiązywano trudności natury organizacyjnej i doktrynalnej. Nie wszystkie zebrania miały jednakowy zasięg. Dokumenty wspominają o synodach prowincjonalnych, o zebraniach biskupów z kilku prowincji i synodach powszechnych. Sobór powszechny, podobnie jak dzisiaj, uważano w tamtym czasie za najważniejszą instytucję całego Kościoła.

### Dominująca religia Cesarstwa

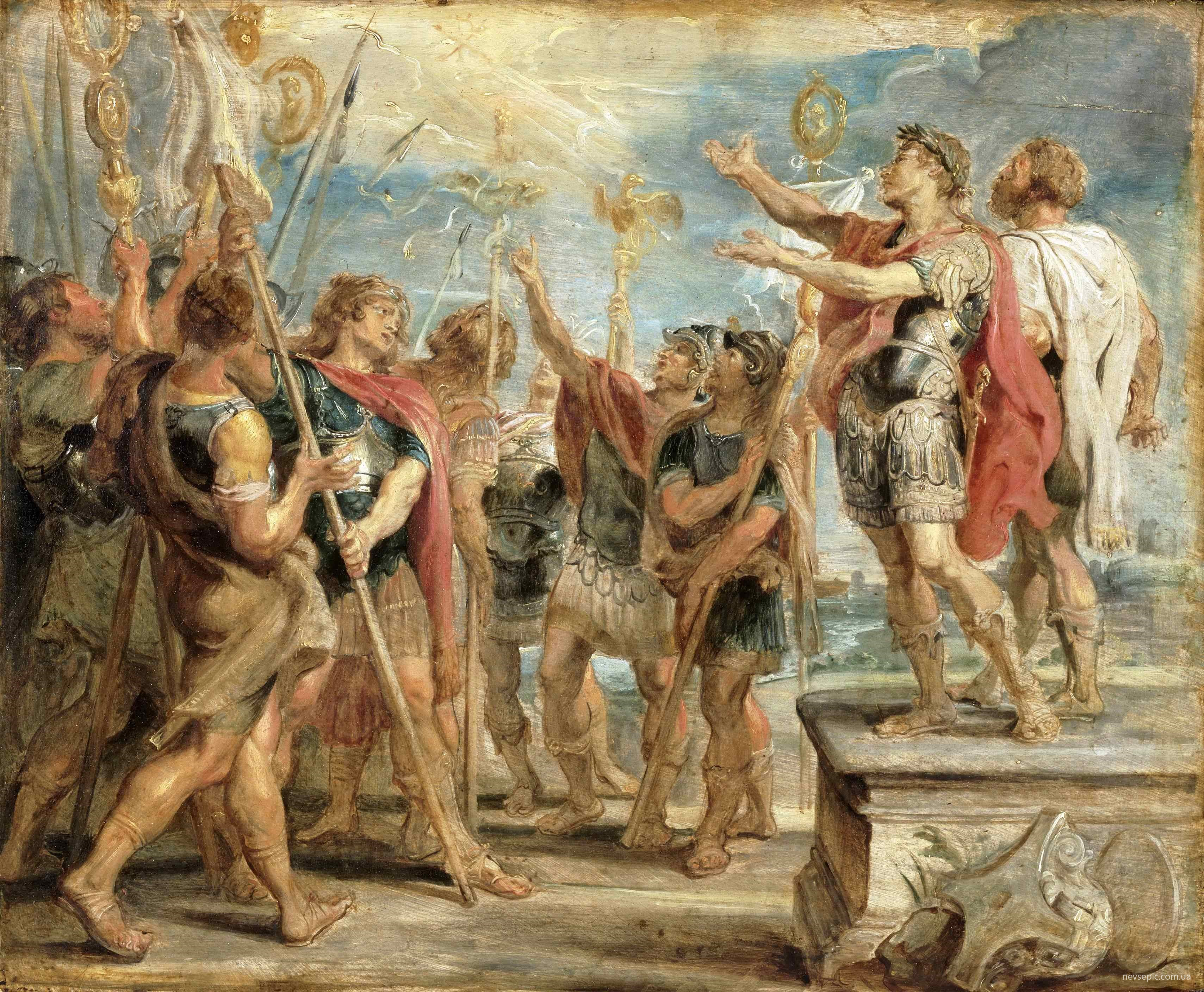
„Nawrócenie Konstantyna” pędzla Rubensa

Edykt mediolański z 313, w którym cesarz Konstantyn I Wielki podarował chrześcijanom swobodę wyznawania ich religii, przypieczętował ten drugi scenariusz.
20 maja 325 Konstantyn zwołał pierwszy sobór powszechny biskupów chrześcijańskich, znany w tradycji jako Sobór nicejski I. Głównym tematem obrad 220 biskupów była kwestia czy Bóg Ojciec i Syn Boży są jednej istoty, jak chcieli zwolennicy ruchu ortodoksyjnego, czy też Syn jest stworzony przez Ojca i jemu poddany, jak twierdzili zwolennicy Ariusza – arianie (odrzucali doktrynę o Trójcy, uznając ją za niebiblijną. Ariusz twierdził, że Jezus Chrystus jako syn Boży jest poddany Bogu, że został stworzony przez Ojca).
Kwestia ta została rozstrzygnięta przez sobór po myśli ortodoksów, jednak rozstrzygnięcie to było później wielokrotnie kwestionowane na poszczególnych synodach. Arianie prezentowali się na nich jako zwolennicy ugody i zrezygnowania w wyznaniu wiary ze wszystkich sformułowań będących przedmiotem sporu, tj. zarówno ze współistotności Ojca i Syna głoszonej w nicejskim wyznaniu wiary, jak i z głoszonych przez Ariusza tez o podporządkowaniu Syna Ojcu i ich różnej istocie. To ugodowe stanowisko zyskało im poparcie wielu biskupów a przede wszystkim Cesarzy, umiarkowane Konstantyna Wielkiego, który dążył do rehabilitacji Ariusza i stanowcze jego syna Konstancjusza II. Przywódca obrońców Credo nicejskiego Święty Atanazy, biskup Aleksandrii, był za ich rządów kilkukrotnie usuwany ze stanowiska i wygnany.
Kres tym sporom położył dopiero w 381, sobór w Konstantynopolu, na którym uchwalono wyznanie wiary (credo), zawierające całe Credo nicejskie, uzupełnione o fragment dotyczący Ducha Świętego, oraz główne dogmaty wiary, do dziś uznawane przez Cerkiew, Kościół katolicki i protestancki.

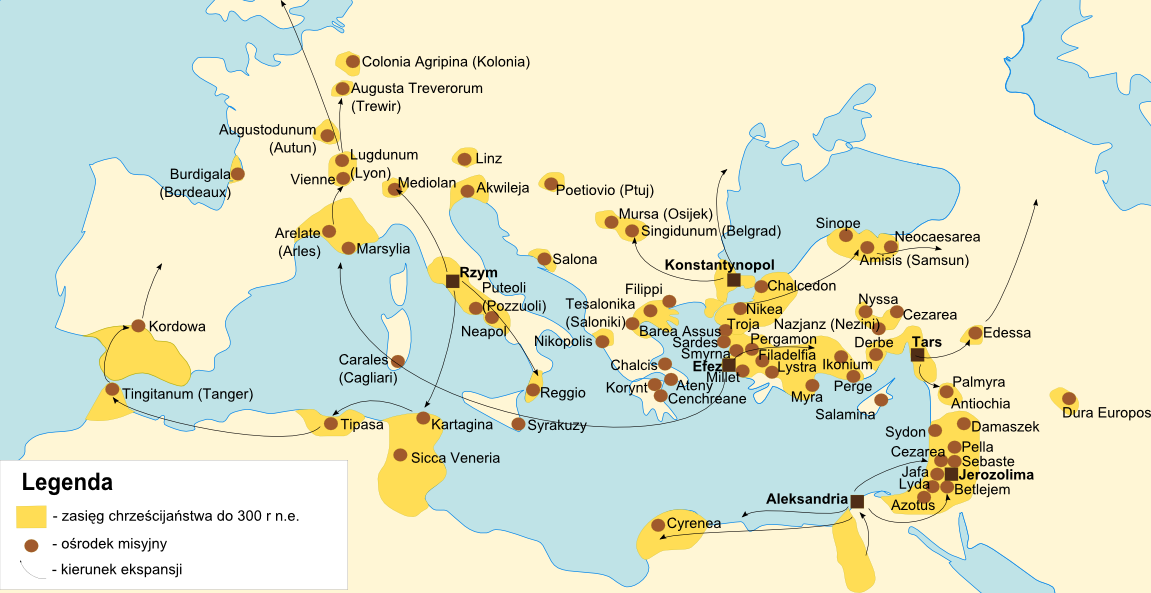
Zasięg chrześcijaństwa do roku 300 n.e.

W 330 stolica Cesarstwa została przeniesiona do Bizancjum i znaczenie tamtejszej gminy, nazywanej nowym Rzymem zaczęło szybko rosnąć, w związku ze wzrostem liczby mieszkańców i przede wszystkim dużymi wpływami jakie w ówczesnym kościele posiadali kolejni cesarze. Na soborze w Konstantynopolu w 381 r. Konstantynopol został uznany za drugą po Rzymie gminę w Kościele, zajmując tym samym miejsce dotychczas przyznawane Aleksandrii.
Wkrótce, w 380, po wstąpieniu na tron cesarski Teodozjusza I, chrześcijaństwo stało się oficjalną religią Imperium. Kościół stał się wtedy organizacja polityczną, popierającą działania cesarzy. Był podporą istniejącego ustroju politycznego, społecznego i gospodarczego, mimo że przez część chrześcijan było to uznane za odstępstwo od zasad głoszonych przez Jezusa i tradycję apostolską.
Teodozjusz I ogłosił tzw. edykt o prawowierności, w którym nakazał, by narody znajdujące się pod panowaniem rzymskim przyjęły wiarę chrześcijańską. Wszyscy inni byli uważani za heretyków. Poganie nie mogli się publicznie gromadzić ani otwarcie głosić swojej wiary. Na przykład na mocy tego edyktu, od 394 r. obowiązywał zakaz organizowania igrzysk olimpijskich na terenie Grecji. Lokalnym biskupom zdarzało się popierać działania wojenne i prześladowania odstępców od wiary, dochodziło także do nawracania siłą. Przeciwko takim działaniom sojuszu tronu i katedry występował m.in. Jan Chryzostom. Silny związek Kościoła z władzą świecką utrzymał się jednak przez następne stulecia.

### Kościół po upadku Cesarstwa na Zachodzie – spór o prymat
Kościół wyszedł zwycięsko z chaosu, który nastał po upadku Cesarstwa rzymskiego. Goci pod wodzą Alaryka, którzy w 406 r. złupili Rzym szybko przystosowali się do rzymskiego stylu życia. Pomimo wojny domowej i zniszczeń chrześcijaństwo wydawało się stabilne i wciąż się rozprzestrzeniało, zwłaszcza na północ (w V w. miała m.in. miejsce chrystianizacja Irlandii przez świętego Patryka).
Pod koniec IV wieku gmina chrześcijańska w Rzymie znów zaczęła zyskiwać na znaczeniu, o które zabiegali kolejni biskupi tego miasta (papieże). Podczas synodu w Rzymie w 382 r. papież Damazy I ogłosił, że biskup Rzymu ma władzę jurysdykcji nad całym Kościołem. W tym samym kierunku poszli jego następcy, Syrycjusz i Innocenty I, a zwłaszcza Leon I Wielki, nazywany nieoficjalnym cesarzem zachodniorzymskim, który tłumaczył prawo Rzymu do dominacji na podstawie Ewangelii (Mt 16,18 i Łk 22,31 n). Argumentował on, że wszystko co odnosi się do Piotra Apostoła odnosi się także do papieża, jako jego następcy. Tak więc jak Piotr był pierwszy wśród apostołów, tak papież jest pierwszy pośród biskupów. Leon I miał duże poparcie w społeczeństwie, zwłaszcza po tym, gdy – dzięki negocjacjom – zatrzymał najazd Attyli na Rzym. Dodatkowo słabość cesarstwa zachodniorzymskiego sprawiała, że rosło znaczenie biskupa Rzymu, podczas gdy w cesarstwie wschodniorzymskim patriarcha popadał w coraz większą zależność od cesarza.
Z prymatem Rzymu nie zgadzało się wielu biskupów Wschodu, a także cesarz wschodniorzymski, którzy na soborze trullańskim w 692 uznali papieża za przeklętego heretyka. Na tym tle zarysował się konflikt pomiędzy Kościołem wschodnim i zachodnim, który z biegiem czasu doprowadził do schizmy.

### Początek ruchu monastycznego
Od końca III wieku rozwijał się w kościele ruch pustelniczy i zakonny, początkowo głównie na terenie Pustyni Egipskiej i Azji Mniejszej. Nauka pierwszych pustelników, nazywanych ojcami pustyni, przekazana później na zachód przez Jana Kasjana stanowiła podstawę późniejszych reguł monastycznych, m.in. św. Benedykta, które trwale wpisały się w wizerunek Kościoła.

### Formowanie doktryny
Zasady doktryny, kultu i prawa Kościoła kształtowała się na przestrzeni I–VIII w. podczas soborów powszechnych i synodów. Są to:
- Sobór nicejski I zwołany w 325 r.,
- Sobór konstantynopolitański I zwołany w 381 r.,
- sobór efeski zwołany w 431 r.,
- sobór chalcedoński zwołany w 451 r.,
- sobór konstantynopolitański II zwołany w 553 r.,
- sobór konstantynopolitański III zwołany w 680 r.,
- Sobór in Trullo zwołany w 691 r.,
- sobór nicejski II zwołany w 787 r.

Po siedmiu soborach powszechnych, tj. od 787 r., Kościół kształtował się pod wpływem soborów lokalnych (w których brali udział tylko niektórzy patriarchowie lub były zwoływane przez autokefaliczne Kościoły) i listów oraz wyznań wiary poszczególnych biskupów.
Najważniejsze z tych dokumentów to:
- Encyklika św. Focjusza (867),
- Sobór konstantynopolitański IV (879–880) – zrehabilitował i przywrócił patriarchę Focjusza na zajmowane stanowisko,
- Pierwszy list Michała Cerulariusza do Piotra z Antiochii (1054),
- Sobór konstantynopolitański V (1341–1351) – uznał ortodoksyjność nauki Grzegorza Palamasa o hezychazmie i przebóstwieniu człowieka (tzw. spory hezychastyczne) i potępił nauki inspirowanego zachodnią filozofią Barlaama z Kalabrii,
- Encyklika św. Marka Eugenika (1440–1441),
- Wyznanie Wiary Gennadiusza, patriarchy Konstantynopola (1455–1456),
- Odpowiedzi udzielone luteranom przez patriarchę Jeremiasza II (1573–1581),
- Wyznanie Wiary Mitrofana Kritopoulosa (1625),
- Prawosławne Wyznanie Wiary Piotra Mohyły w wersji poprawionej (uznane przez sobór w Jassach w 1642),
- Wyznanie Wiary Dosyteusza (uznane przez sobór w Jerozolimie w 1672),
- Odpowiedź prawosławnych patriarchów udzielona Nieposiadaczom (1718–1723),
- Odpowiedź prawosławnych patriarchów udzielona papieżowi Piusowi IX (1848),
- Odpowiedź Synodu Konstantynopolitańskiego udzielona papieżowi Leonowi XIII (1895),
- Encykliki Patriarchatu Konstantynopola o chrześcijańskiej jedności i „ruchu ekumenicznym”.

Ważną rolę w rozwoju teologii prawosławnej odegrali też: Jan Chryzostom uważany za największego kaznodzieję prawosławia, Bazyli Wielki uznawany za ojca wschodniego monastycyzmu, Grzegorz z Nazjanzu, Atanazy Wielki, Jan z Damaszku, Efrem Syryjczyk, Andrzej z Krety, Symeon Nowy Teolog, Dionizy Wielki.

### Czas sporów i schizm
Kształtowaniu się jednego Kościoła powszechnego towarzyszyły herezje i rozłamy (schizmy). Ortodoksja kościelna kształtowała się w polemice z licznymi ruchami religijnymi:
- judaizmem – czyli religią żydowską,
- gnostycyzmem,
- doketyzmem,
- marcjonizmem,
- millenaryzmem,
- manicheizmem – religią odrzucającą Stary Testament i głoszącą skrajny dualizm dobra i zła, oraz materii i duszy. Manichejczykiem był przez pewien czas Augustyn z Hippony, jednak później porzucił tę religię i oficjalnie występował przeciwko jej tezom.
- nieortodoksyjnymi poglądami na Trójcę Świętą:
  - ordynacjonizmem,
  - nestorianizmem,
  - monarchianizmem,
  - arianizmem,
  - monofizytyzmem – głoszonym przez Eutychesa, opata w jednym z klasztorów w Konstantynopolu, który głosił, że istotna jest tylko jedna, boska natura Chrystusa. Człowieczeństwo Jezusa, a co za tym idzie jego działalność pośrednicząca i zbawcza, zostały zakwestionowane. Eutyches znalazł jednak poparcie u patriarchy Dioskura z Aleksandrii. Sobór chalcedoński zakończył rozwój tego ruchu w obrębie katolicyzmu, jednak do dziś jest on wyznawany przez niektóre Kościoły narodowe. Eutyches i Dioskur zostali pozbawieni urzędów.
  - monoteletyzmem,
- nieortodoksyjnymi poglądami w sferze teorii i praktyki życia chrześcijańskiego:
  - montanizmem,
  - enkratyzmem (odrzucenie małżeństwa),
  - donatyzmem,
  - pelagianizmem,
  - ikonoklazmem.

Wiele z tych nurtów z czasem przekształciło się w odrębne struktury kościelne, nazywane dziś starożytnymi Kościołami przedchalcedońskimi.

## Rozłam chrześcijaństwa

### Przyczyny rozłamu
Za podłoże rozłamu między Kościołami Wschodu i Zachodu uważane są kulturowe różnice między wschodnią a zachodnią częścią ówczesnego świata chrześcijańskiego. Wschodnia, używająca greki i kultywująca kulturę grecką, ulegała wpływom orientalnym. Zachodnia, łacińsko-germańska, kształtowała się we względnej niezależności od innych kultur. Różnice kulturowe wyrażały się w odmiennym podejściu do treści Ewangelii, a to zaowocowało odmiennym jej rozumieniem w obu tradycjach kulturowych. Stąd zaś był tylko krok do rozbieżności teologicznych, dających podstawę do wzajemnych oskarżeń o herezję. Tymczasem w istocie różnice w nauce Kościoła katolickiego i Cerkwi prawosławnej są niewielkie. Dlatego też rozłam między Kościołem Zachodu a Kościołem Wschodu nie jest herezją, lecz schizmą, czyli polega na zerwaniu jedności kościelnej, a nie na błędnej nauce. Zresztą najpoważniejsza z rozbieżności teologicznych pojawiła się dopiero pod koniec XIX wieku, wraz z przyjęciem przez Kościół katolicki dogmatu o nieomylności papieża. Ponieważ dla prawosławnych najwyższą władzą w sprawach wiary jest nie papież, lecz sobór powszechny, dogmat ten jest dla nich nie do przyjęcia. Inne warte odnotowania rozbieżności dotyczą kwestii istnienia czyśćca i pochodzenia Ducha Świętego. Pozostałe to szczegóły liturgiczne.
Jedną z przyczyn rozłamu była również odmienność koncepcji Kościoła jako instytucji. Kościół Zachodu od początku swego istnienia stanowił strukturę scentralizowaną, hierarchiczną i niezawisłą od władzy świeckiej – tak też Zachód rozumie Kościół powszechny. Natomiast eklezjologowie prawosławni uważają Kościół powszechny za związek Kościołów lokalnych, w którym duchowe pierwszeństwo przysługuje patriarchom, a wśród nich tylko honorowe – papieżowi jako patriarsze Rzymu, natomiast naczelną i jedyną władzą duchowną jest sobór powszechny. Dopuszczalna jest również – jeżeli nie de iure, to de facto – podległość organizacji Kościelnej władzom świeckim (cesarzom bizantyjskim, carom Rosji). Jasne więc stają się pozycje, z których strony sporu wzajemnie się krytykują – prawosławie odmawia papieżowi władzy nad całym Kościołem, zaś katolicyzm odrzuca bizantyjski cezaropapizm.
Na gotowość zerwania relacji kościelnej między Wschodem a Zachodem wpłynęła również rywalizacja papieży z patriarchami Konstantynopola, datująca się od czasów, gdy chrześcijańskie już Bizancjum stało się stolicą wschodniej części Cesarstwa rzymskiego. Biskupi nowej stolicy dążyli do osiągnięcia formalnej pozycji równej biskupom Rzymu, a potem, gdy papiestwo przeżywało kryzys po upadku Cesarstwa zachodniorzymskiego – do faktycznego i formalnego pierwszeństwa w Kościele powszechnym. Na soborze konstantynopolitańskim I w 381 Konstantynopol został podniesiony z rangi biskupstwa do siedziby patriarchatu – czego papieże nie uznawali aż do 1215. Papieże sprzeciwiali się również używaniu przybranego przez patriarchów Konstantynopola w 498 tytułu patriarchy ekumenicznego (czyli powszechnego), sugerującego przywództwo w świecie chrześcijańskim. Za czasów Imperium Osmańskiego patriarchowie Konstantynopola zdobyli sobie dominującą pozycję w Cerkwi prawosławnej w wyniku tego, że Wysoka Porta uznawała ich za przywódców rum millet – „narodu rzymskiego” na swoim terenie, z czym wiązała się władza cywilna i dochody z podatków. Konsekwentnie, po likwidacji systemu millet, po wyzwoleniu się większości prawosławnych spod władzy tureckiej w XIX i XX wieku i po restauracji patriarchatu moskiewskiego w 1917, pozycja patriarchatu konstantynopolitańskiego uległa znacznemu osłabieniu. Jest to istotne o tyle, że spór katolicyzmu z prawosławiem był właściwie sporem Rzymu z Konstantynopolem, a nie z całym Kościołem Wschodu. Echem tego sporu były konflikty między Rzymem a Konstantynopolem o prawo do chrystianizacji Europy poza granicami imperium rzymskiego, przede wszystkim krajów słowiańskich.

### Konflikt katolicko-prawosławny
Formalnym wyrazem rozłamu było rzucenie na siebie wzajemnych anatem przez patriarchę konstantynopolitańskiego Michała Cerulariusza i kardynała Humberta de Silva Candida – legata papieża Leona IX w 1054 (wielka schizma wschodnia). Jednak już wcześniej dochodziło do zerwania łączności z Kościołem Zachodu – za schizmy akacjańskiej (482–519) i za schizmy focjańskiej (867–893). Wielka schizma wschodnia za Michała Cerulariusza była więc kolejną ze schizm i z początku spodziewano się rychłego jej zakończenia, tym bardziej że – podobnie jak przy poprzednich schizmach – różnice religijne były raczej pretekstem, zaś bezpośrednie przyczyny schizmy były personalne i polityczne. Okazały się one jednak na tyle silne, że do rekoncyliacji nie doszło.
Decydującą różnicą teologiczną była i jest sprawa słowa Filioque („i [od] syna”) dodanego do wyznania wiary (Credo) w Kościele Zachodnim. Doktryna Filioque naucza, że Duch Święty pochodzi także od Boga Syna. Wschodni Kościół odmówił uznania tej nauki, twierdząc, że hipostaza Boga Ojca jest jedynym źródłem hipostaz Boga Syna i Boga Ducha Świętego. (Bóg Syn jest Bogiem z Boga Ojca i Bóg Duch Święty jest Bogiem z Boga Ojca. Syn jest zrodzony z Ojca, a Duch Święty od Ojca pochodzi.)
Do otwartego konfliktu między oboma Kościołami doszło w czasach wypraw krzyżowych. Traktując miejscowe Kościoły jako heretyckie, krzyżowcy, którym obce były subtelne rozróżnienia teologiczne, bez pardonu wypędzali ze zdobytych przez siebie terenów duchownych prawosławnych, a w ich miejsce wprowadzali kler i liturgię łacińską. Przepaść między prawosławnymi a katolikami wykopało ostatecznie, jak się wydaje, złupienie Konstantynopola (1204 przez IV krucjatę) (potępioną przez Rzym) i utworzenie Cesarstwa Łacińskiego (1204–1261).
Na konflikt katolicko-prawosławny nakładały się również wielkie konflikty polityczne, zwłaszcza między katolicką Polską i Litwą a prawosławną Rosją. Również działalność misyjna Kościoła katolickiego na Wschodzie była zwalczana przez hierarchię prawosławną.
Wzajemna wrogość trwała aż do drugiej połowy XX wieku, kiedy to złagodniała na fali ruchu ekumenicznego. W 1964 w Jerozolimie duchowy przywódca Cerkwi – patriarcha Konstantynopola Atenagoras I spotkał się z papieżem Pawłem VI. Spotkanie to okazało się przełomowe – w ślad za nim nastąpiło odwołanie wzajemnych anatem (7 grudnia 1965) i ogólne ocieplenie stosunków. Nie doszło jednak do zakończenia schizmy (zob. interkomunia), zaś postawa patriarchatu moskiewskiego wobec Kościoła katolickiego w Rosji w ostatnich latach pokazuje, że wrogość wobec łacinników wciąż trwa i jest głęboko zakorzeniona.

### Próby zjednoczenia
Niemal od początku rozłamu czyniono próby zjednoczenia zwaśnionych Kościołów poprzez kolejne unie kościelne. Pierwsza próba została podjęta na soborze lyońskim II w 1274, druga na soborze florenckim w 1439. Obie wynikły z inicjatywy cesarzy bizantyjskich, czyli władców świeckich, którzy wysłali poselstwa i deklarowali uznanie nauki Kościoła katolickiego, bez zgody duchowieństwa. Nie doszły jednak do skutku, ponieważ już po ogłoszeniu zostały odrzucone przez niemal całe duchowieństwo prawosławne, zwłaszcza zakonne.
Drugą falę unii stanowiły unie partykularne – dotyczące Cerkwi prawosławnej na określonym terytorium i mające na celu podciągnięcie jej pod zwierzchnictwo Kościoła katolickiego: unia brzeska (1596) i użhorodzka (1646). Te zakończyły się częściowym powodzeniem – na terenach obecnej Białorusi, prawobrzeżnej Ukrainy, Zakarpacia i Siedmiogrodu powstały unickie Cerkwie greckokatolickie, istniejące do dziś. Przeważająca większość hierarchii prawosławnej ostro przeciwstawiała się jednak wszelkim próbom unii, ponieważ jej wprowadzanie wiązało się ze zmianami dogmatycznymi i obrzędowymi ustalonymi na długo przed schizmą 1054 roku oraz przyjęciem prymatu papieża, czego nie dopuszcza prawosławne podejście do Kościoła, traktujące go jako wspólnotę równych sobie członków.
Ostatnią próbą unii było utworzenie przez Piusa XI w Polsce w latach dwudziestych XX wieku Kościoła katolickiego obrządku bizantyjsko-słowiańskiego, który nie został jednak oficjalnie uznany przez rząd polski, wobec niewymienienia go wśród obrządków Kościoła katolickiego w konkordacie z 1925. Obecnie na terenie Polski działają: Kościół katolicki obrządku bizantyjsko-ukraińskiego i Kościół katolicki obrządku bizantyjsko-słowiańskiego (posiada jedną parafię w Kostomłotach) będące częścią Kościoła katolickiego.

## Cerkiew współcześnie
Ponad 75%
     50–75%
     20–50%
     5–20%
     1–5%

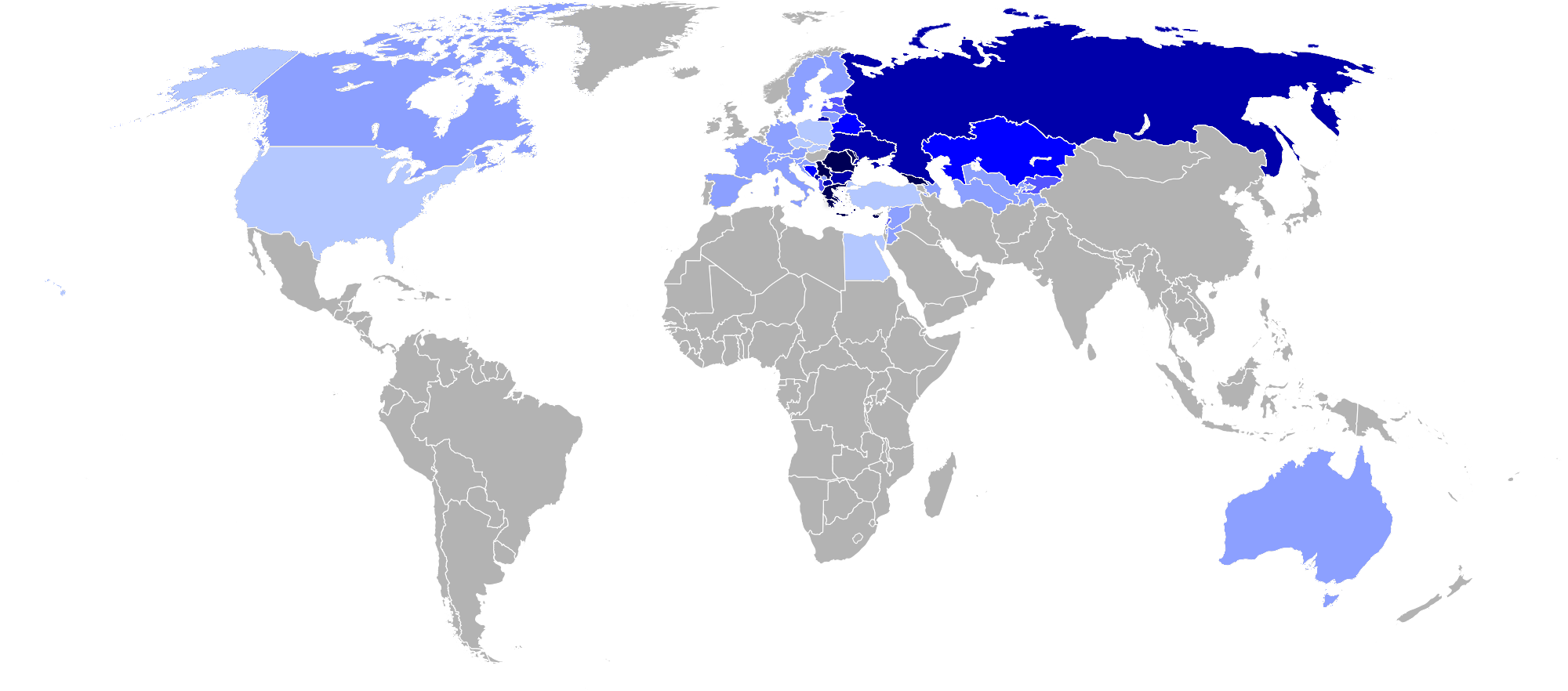
Prawosławie na świecie
Ponad 75%
50–75%
20–50%
5–20%
1–5%

Cerkiew prawosławna, choć bez wątpienia stanowi jednolitą denominację (wyznanie), organizacyjnie nie jest jednolitą instytucją, lecz dzieli się na poszczególne Kościoły partykularne – jest to pochodna pierwotnej struktury wspólnot chrześcijańskich zakładanych przez apostołów i ich uczniów jako równe sobie. W początkach chrześcijaństwa istniało pięć tak rozumianych Kościołów lokalnych pod rządami pięciu patriarchów, tworzących tzw. pentarchię. Po wielkiej schizmie wschodniej i wykluczeniu z tej wspólnoty Rzymu uznawano istnienie czterech patriarchatów, potem jednak powoływano kolejne – aż do utworzenia patriarchatu moskiewskiego w 1589, który przywrócił ich kanoniczną liczbę.
Obecnie Cerkwi narodowych – Kościołów lokalnych w powyższym rozumieniu – jest 20; szesnaście z nich jest autokefalicznych, a cztery – autonomiczne. Z Cerkwi autokefalicznych dziewięć jest rządzonych przez patriarchów, trzy przez arcybiskupów, cztery przez metropolitów. Wśród patriarchów szczególną pozycję zajmuje patriarcha Konstantynopola – oprócz normalnej jurysdykcji patriarszej jest „pierwszym wśród równych”, sprawuje „zwierzchnictwo duchowe” nad całą Cerkwią prawosławną i jurysdykcję patriarszą nad wiernymi w tych krajach, gdzie nie ma jeszcze cerkwi narodowych. Ma również pewną – niewielką – władzę nad Cerkwiami autonomicznymi.
Liczba wiernych Cerkwi prawosławnej na świecie jest oceniana na 250 do 300 milionów. Prawosławie jest religią dominującą w Rosji, Ukrainie, Białorusi, Gruzji, Mołdawii, Rumunii, Bułgarii, Serbii, Czarnogórze, Grecji, Cyprze i Macedonii Północnej. Mniejszy odsetek zamieszkuje kraje takie jak: Bośnia i Hercegowina, Kazachstan, Albania, Łotwa, Egipt, Estonia, Liban, Syria i Chorwacja. Mały odsetek (1–4%) zamieszkuje Kirgistan, Tadżykistan, Turkmenistan, Polskę, Słowację, Czechy, Litwę, Słowenię, Kosowo, Finlandię, Turcję, Mongolię, Jordanię, Indie i Azerbejdżan. Cerkiew prawosławna działa ponadto m.in. w Wielkiej Brytanii, Stanach Zjednoczonych, Hiszpanii, Kanadzie, Korei, Australii, Brazylii, Japonii, Somalii, Chinach, zarówno dla potrzeb mieszkających tam imigrantów, jak i miejscowej ludności.

### Kościoły kanoniczne
Kościoły ułożone zgodnie z przyjętą hierarchią. W nawiasach daty autokefalii.
- Patriarchat konstantynopolitański; patriarsze podlegają:
  - Autonomiczny Fiński Kościół Prawosławny
  - Autonomiczny Estoński Apostolski Kościół Prawosławny (nieuznawany przez patriarchat moskiewski)
  - Samorządny Kościół Prawosławny Krety
  - Samorządna Wspólnota Mnisza z Athos
  - Ukraiński Kościół Prawosławny USA i Diaspory
  - Ukraiński Kościół Prawosławny Kanady
  - Amerykańska Karpacko-Rusińska Diecezja Prawosławna
  - Albańska Prawosławna Diecezja Ameryki
- Patriarchat aleksandryjski
- Patriarchat antiocheński; patriarsze podlega:
  - Samorządna Antiocheńska Prawosławna Archidiecezja Północnej Ameryki
- Patriarchat jerozolimski; patriarsze podlega:
  - Autonomiczna cerkiew Góry Synaj
- Patriarchat moskiewski (Rosyjski Kościół Prawosławny) (1589); patriarsze podlegają autonomiczne kościoły:
  - Autonomiczny Japoński Kościół Prawosławny
  - Autonomiczny Chiński Kościół Prawosławny (z powodu prześladowań bez hierarchii)
  - Autonomiczny Ukraiński Kościół Prawosławny
  - Samorządny Mołdawski Kościół Prawosławny
  - Samorządny Łotewski Kościół Prawosławny
  - Samorządny Estoński Kościół Prawosławny
  - Samorządny Rosyjski Kościół Prawosławny poza granicami Rosji
  - Białoruski Kościół Prawosławny
  - Filipiński Kościół Prawosławny (zarejestrowany na Filipinach 18 września 2014)[19]
- Patriarchat serbski (Serbski Kościół Prawosławny) (1219 i ponownie 1878; patriarchat 1346–1766 i od 1920); patriarsze podlega:
  - Autonomiczne arcybiskupstwo Ochrydzkie
- Patriarchat rumuński (Rumuński Kościół Prawosławny) (1872 – ogłoszona, 1885 – uznana przez Konstantynopol, patriarchat od 1925); patriarsze podlegają:
  - Samorządna Metropolia Besarabii (nieuznawana przez patriarchat moskiewski)
- Patriarchat bułgarski (Bułgarski Kościół Prawosławny) (919, 1872 – ponownie ogłoszona, 1945 – uznana przez Konstantynopol; patriarchat 927–1018, 1235–1393 i od 1953)
- Patriarchat gruziński (Gruziński Kościół Prawosławny i Apostolski) (486 – nadana przez Patriarchę Antiochii, 1917 – ponownie ogłoszona, 1990 – uznana przez Konstantynopol, 1943 – uznana przez Moskwę; patriarchat 1010–1811 i od 1917)
- Kościół Cypru (Cypryjski Kościół Prawosławny) (431)
- Kościół Grecji (Grecki Kościół Prawosławny) (1833 – ogłoszona, 1850 – uznana przez Konstantynopol)
- Polski Autokefaliczny Kościół Prawosławny (1924 – uznana przez Konstantynopol, 1948 – uznana przez Moskwę)
- Autokefaliczny Prawosławny Kościół Albanii (1922 – ogłoszenie, 1937 – uznanie)
- Kościół Prawosławny Ziem Czeskich i Słowacji (1951 – uznana przez Moskwę, 1993 – uznana przez Konstantynopol)
- Kościół Prawosławny w Ameryce (1970; uznawana przez Patriarchat Moskiewski, Patriarchat Gruziński, Patriarchat Bułgarski, Polski Autokefaliczny Kościół Prawosławny oraz Kościół Prawosławny Ziem Czeskich i Słowacji)
- Kościół Prawosławny Ukrainy (2019; uznawana przez Patriarchat Konstantynopolitański, Patriarchat Aleksandryjski, Cypryjski Kościół Prawosławny i Grecki Kościół Prawosławny. Natomiast Rosyjski Kościół Prawosławny[20], Serbski Kościół Prawosławny[21] i Polski Autokefaliczny Kościół Prawosławny[22] oświadczyły, iż nie uznają Kościoła Prawosławnego Ukrainy za Cerkiew kanoniczną)
- Macedoński Kościół Prawosławny (1967 – ogłoszenie autokefalii, 2022 – nadana przez Patriarchat Serbii).

### Kościoły tradycji prawosławnej o nieuregulowanym statusie
Kościoły prawosławne nieuznawane powszechnie przez Kościoły pozostające w łączności z Konstantynopolem, tzw. niekanoniczne:
- Białoruska Autokefaliczna Cerkiew Prawosławna
- Abchaski Kościół Prawosławny
- Czarnogórski Kościół Prawosławny
- Święty Kościół Prawosławny w Ameryce Północnej
- Rosyjski Prawdziwy Kościół Prawosławny
- Kościoły starokalendarzowe.